# Byrums raukar

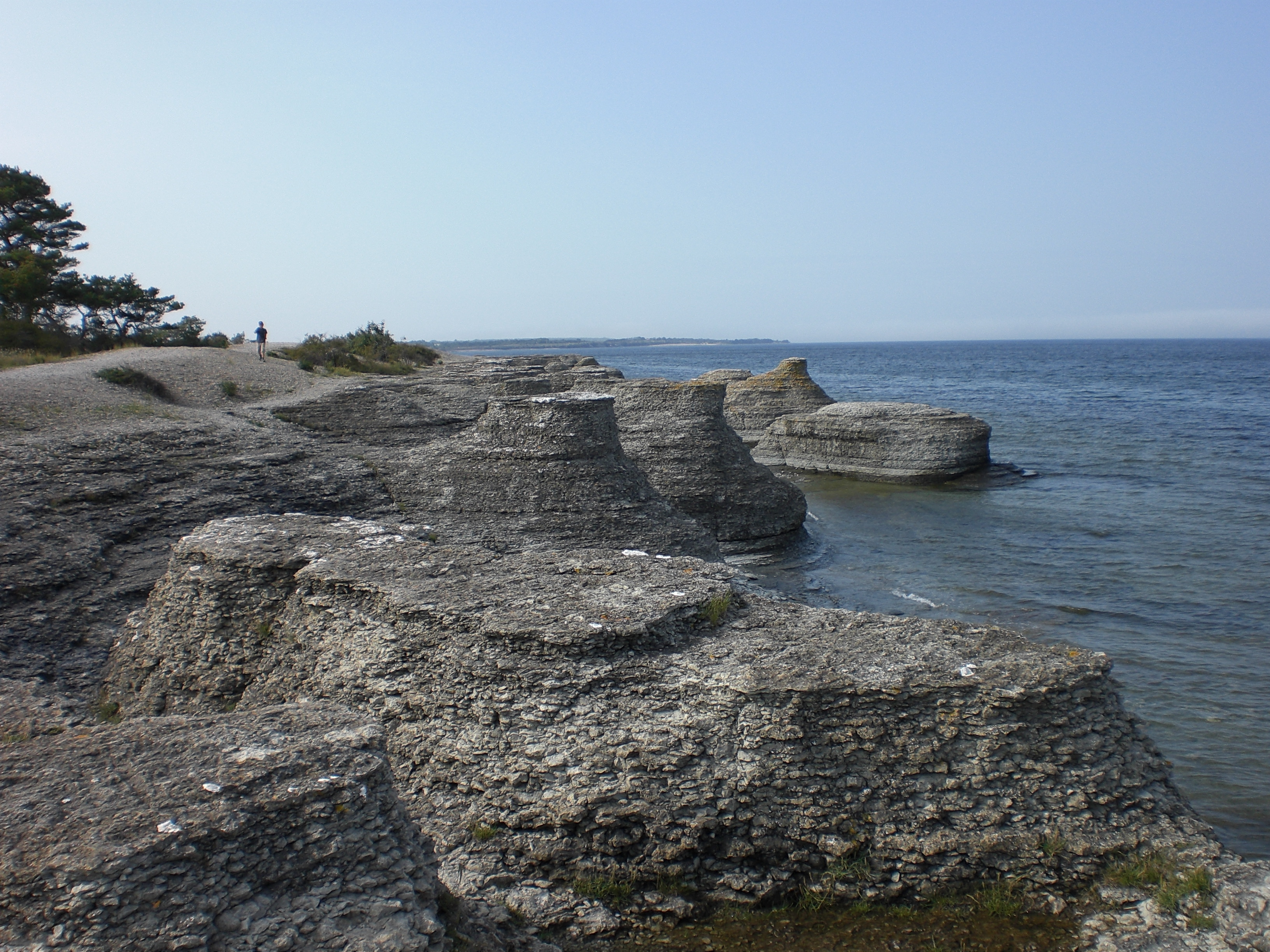
Blick aus nördlicher Richtung

Byrums raukar (dt. Rauken von Byrum) ist ein Raukgebiet an der Westküste der schwedischen Insel Öland in der Nähe des Dorfes Byrum.
In dem auch zum Naturreservat erklärten Gebiet am Ufer des Kalmarsunds stehen etwa 120 dieser Rauken genannten Kalksteinsäulen. Die größten der Säulen sind etwa vier Meter hoch. Die Säulen entstanden durch die von Meereswellen verursachte Erosion weicherer Kalksteine.
Insbesondere im südlichen Teil des Reservats finden sich Fossilien. So wurden Ortoceratiten und Trilobiten gefunden. Die Vegetation wächst in dem kleinen kargen Naturreservat spärlich. Nur an Trockenheit und viel Licht angepasste Pflanzen sind heimisch.